# Опочненский повет
Опочненский повят (пол. Powiat opoczyński), Опочненский повет — повят (район) в Польше, входит как административная единица в Лодзинское воеводство. 
Центр повята — город Опочно. Занимает площадь 1038,77 км². Население — 77 457 человек (на 31 декабря 2015 года).

## Административное деление

### Современность
- города: Джевица, Опочно
- городско-сельские гмины: Гмина Джевица, Гмина Опочно
- сельские гмины: Гмина Бялачув, Гмина Мнишкув, Гмина Парадыж, Гмина Посвентне, Гмина Славно, Гмина Жарнув

## Демография
Население повята дано на 31 декабря 2015 года.
| Перепись            | Всего | Мужчины | Женщины |
| ------------------- | ----- | ------- | ------- |
| Всего               | 77457 | 38344   | 39113   |
| Городское население | 25809 | 12555   | 13254   |
| Сельское население  | 51648 | 25789   | 25859   |

## Примечания

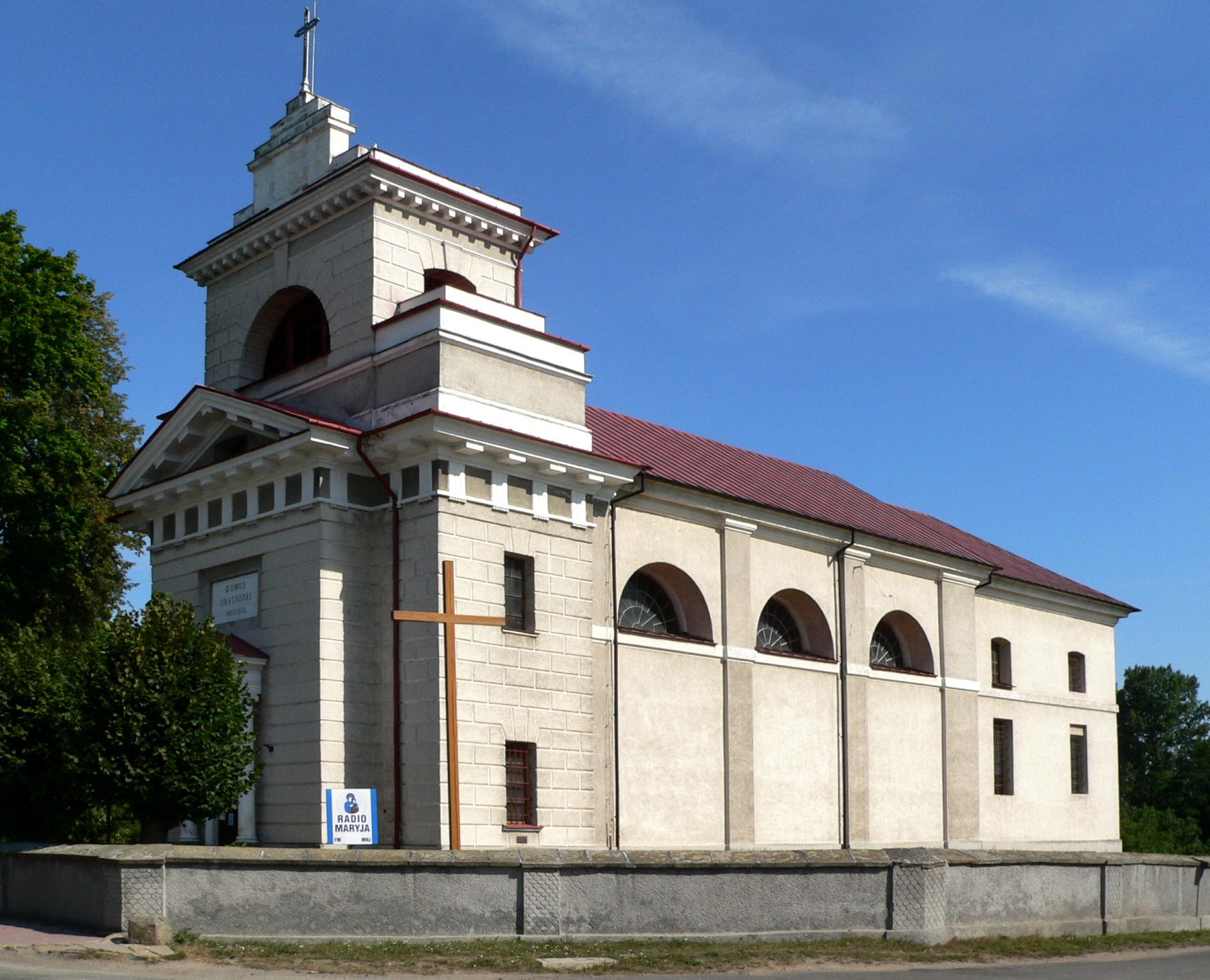
Костёл

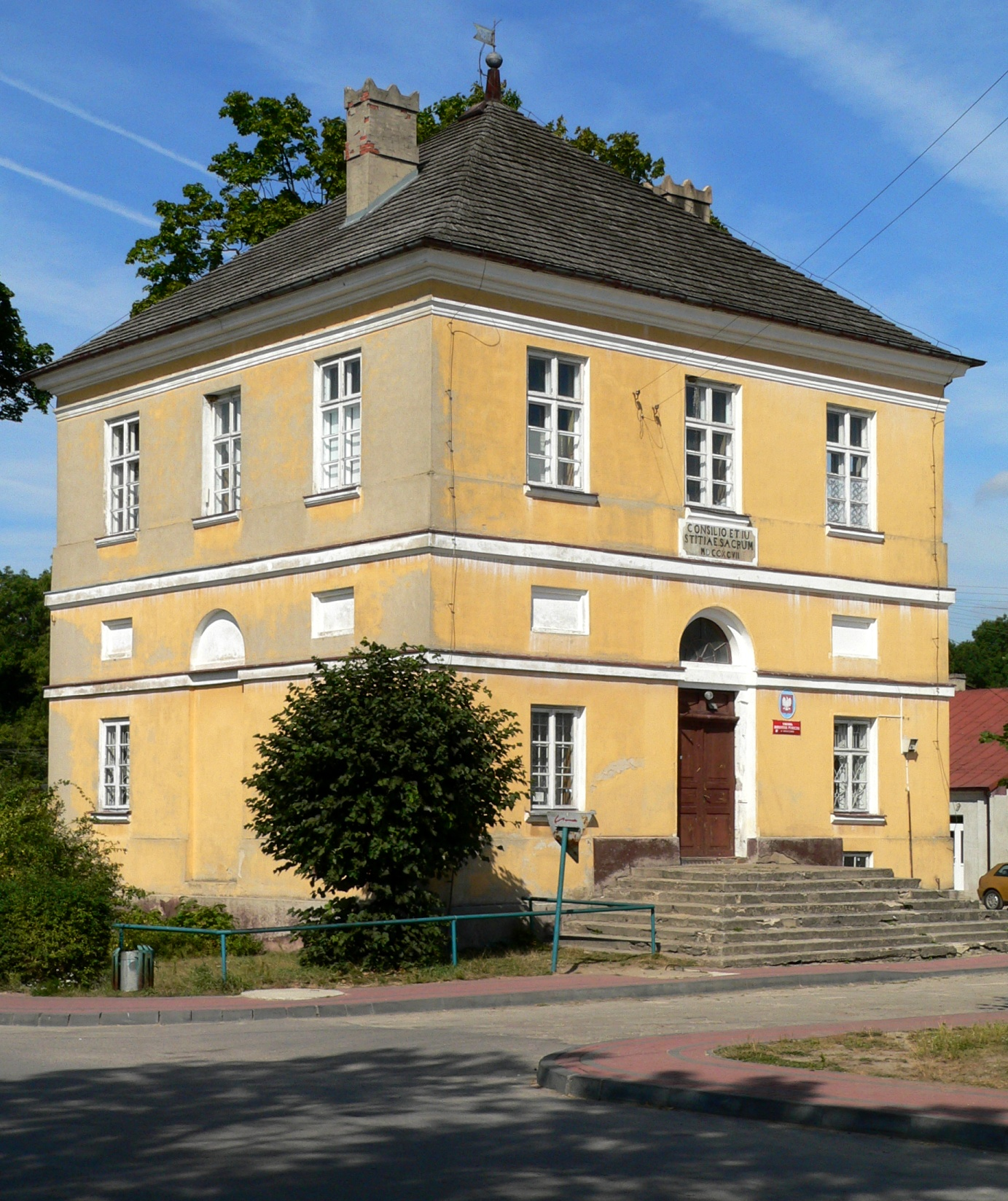
Опочненский повят